# ميك كاسيدي
ميك كاسيدي (بالإنجليزية: Mick Cassidy)‏ هو لاعب دوري الرغبي بريطاني، ولد في 3 يوليو 1973 في ويغان في المملكة المتحدة.